# Киньонес, Родин
Родин Хаир Киноньес Рентерия (исп. Rodin Jair Quiñónes Rentería; род. 30 мая 1995[…], Тумако, Нариньо) — колумбийский футболист, нападающий клуба «Льянерос» из Вильявисенсио.

## Клубная карьера
Киноньес — воспитанник клуба «Атлетико Насьональ». 6 октября 2013 года в матче против «Энвигадо» он дебютировал в Кубке Мустанга, заменив во втором тайме Фернандо Урибе. 8 декабря в поединке против «Санта-Фе» Родин забил свой первый гол за «Атлетико Насьональ». В составе клуба он четыре раза стал чемпионом страны, а также завоевал Кубок Колумбии. В 2016 году Родин стал обладателем Кубка Либертадорес в составе «Атлетико Насьональ».

## Международная карьера
В 2015 году Киноньес принял участие в молодёжном чемпионате мира в Новой Зеландии. На турнире он сыграл в матче против команды США.

## Достижения
- Чемпион Колумбии (4): Апертура 2013, Финалисасьон 2013, Апертура 2014, Финалисасьон 2015
- Обладатель Кубка Колумбии: 2013
- Победитель Суперлиги Колумбии: 2016
- Обладатель Кубка Либертадорес: 2016